# Lord-lieutenant de Roscommon
Ceci est une liste de personnes qui ont servi comme Lord Lieutenant de Roscommon. L'office a été créé le 23 août 1831. Les nominations au poste se sont terminées par la création de l'État libre d'Irlande en 1922.
- Robert King, 1er vicomte Lorton 7 octobre 1831 – 20 novembre 1854
- Arthur French, 1er baron de Freyne 18 décembre 1854 – 29 septembre 1856
- Edward King-Tenison 4 décembre 1856 – 19 juin 1878
- Edward King-Harman 5 octobre 1878 – 10 juin 1888
- Henry King-Tenison, 8e comte de Kingston 25 juillet 1888 – 13 janvier 1896
- Charles Owen O'Conor, The O'Conor Don 5 mars 1896 – 30 juin 1906
- Charles O'Conor Don 5 septembre 1906 – 23 février 1917
- William John Talbot 25 août 1917 – 1922